# Ортопраксія
Ортопра́ксія (грец. ὀρθοπραξία — «правильна дія») — тип релігійного мислення, що надає центрального значення поведінці (етичній і літургійній), діям, справам, вчинкам, а не вірі, благодаті тощо. Як правило, ортопраксію протиставляють ортодоксії, що фокусує увагу на віровченні. Складовою частиною ортопраксії є ритуалізм — суворе дотримання обрядів і ритуалів. Втім поряд із ними ортопраксія також приділяє увагу таким речам, як сімейні зв'язки, культурна цілісність, передача традиції, ритуальна чистота.
У індуїзмі ортопраксія та ритуалізм часто взаємопов'язані[джерело?].

## Авраамічні релігії
Християнство охоплює як ортодоксію, так і ортопраксис. Ортодоксія стосується правильних переконань, тоді як ортопраксис наголошує на правильних практиках чи діях. У християнстві спасіння часто ґрунтується на вірі (ортодоксія), а не на ділах, але дії та ритуали також мають значення, особливо в католицизмі. Баланс між правильними переконаннями і практикою є важливим у християнській вірі, причому різні деномінації в різній мірі підкреслюють одне над іншим. Зрештою, християнство - це делікатна взаємодія ортодоксії та ортопрактики, що підкреслює важливість як віри, так і вчинків у християнському житті.